# Trzy kobiety (film 1977)
Trzy kobiety (ang. 3 Women) – amerykański dramat psychologiczny z 1977 roku w reżyserii Roberta Altmana. Zdjęcia kręcono w Kalifornii, m.in. w Palm Springs.
Film powstał pod wpływem snu Roberta Altmana, którego w pełni nie zrozumiał, jednak mimo to zdecydował się nakręcić film na jego podstawie.

## Fabuła
Nieśmiała Pinky Rose rozpoczyna pracę w szpitalu rehabilitacyjnym dla starców. Zamieszkuje razem z koleżanką z pracy, Millie Lammoreaux, dziewczyną pewną siebie, przekonaną o własnej atrakcyjności, w rzeczywistości nie cieszącą się zbyt dużym powodzeniem u mężczyzn. Tytułową trójkę kobiet dopełnia tajemnicza barmanka, twórczyni ekscentrycznych murali. Wypadek, któremu ulega Pinky prowadzi do zamiany ról głównych bohaterek i szeregu dziwnych i niewytłumaczalnych zdarzeń.

## Główne role
- Shelley Duvall jako Mildred „Millie” Lammoreaux
- Sissy Spacek jako Pinky Rose
- Janice Rule jako Willie Hart
- Robert Fortier jako Edgar Hart
- Ruth Nelson jako pani Rose
- John Cromwell jako pan Rose

## Nagrody
Rola Shelley Duvall przyniosła jej nagrodę dla najlepszej aktorki na 30. MFF w Cannes w 1977.